# The Batman: Part II
The Batman: Part II es una próxima película estadounidense de superhéroes basada en el personaje de DC Comics Batman. Dirigida por Matt Reeves a partir de un guion que está coescribiendo con Mattson Tomlin, es la secuela de The Batman (2022) y la segunda película de la "Saga de Crímenes Épicos de Batman", producida por DC Studios. Robert Pattinson interpreta a Bruce Wayne / Batman, junto a Zoë Kravitz, Jeffrey Wright, Andy Serkis y Colin Farrell.
Una secuela de The Batman se anunció en abril de 2022, tras el exitoso estreno de la película, con el regreso de Reeves y Pattinson, y la incorporación de Tomlin en agosto. Reeves y Warner Bros. planearon que la secuela continuara una nueva trilogía de Batman y un universo compartido separado de la franquicia principal de DC Studios, el Universo DC (DCU), y el título se anunció en enero de 2023. La producción se retrasó varias veces durante los años siguientes por los conflictos laborales en Hollywood de 2023 y el enfoque de Reeves en perfeccionar el guion, que se completó a finales de junio de 2025. Se espera que el rodaje comience en enero de 2026 en Warner Bros. Studios Leavesden en Inglaterra.
The Batman: Part II está programada para estrenarse por parte de Warner Bros. Pictures en Estados Unidos el 1 de octubre de 2027, como parte del sello "DC Elseworlds". Se está desarrollando una tercera película.

## Reparto
- Robert Pattinson como Bruce Wayne / Batman:
Un multimillonario solitario que protege obsesivamente Gotham City como justiciero enmascarado para lidiar con su traumático pasado.[1] El director Matt Reeves afirmó que Bruce está entrando en una nueva etapa desafiante, ya que le resulta "muy difícil ser Batman" porque ve las cosas moralmente más grises que en blanco y negro, y que se culpa a sí mismo por la desesperación de la ciudad tras los eventos de The Batman (2022).[2][3]
- Zoë Kravitz como Selina Kyle / Catwoman: Una camarera de discoteca, traficante de drogas y ladrona de gatos[4]
- Jeffrey Wright como James Gordon: Un aliado de Batman en el Departamento de Policía de Gotham City (GCPD)[5]
- Andy Serkis como Alfred Pennyworth: El mayordomo y mentor de Batman[6]
- Colin Farrell como Oswald "Oz" Cobb / Pingüino: Un capo desfigurado y ex lugarteniente del fallecido jefe criminal Carmine Falcone.[7]

Además, se espera que Barry Keoghan repita su papel como el Joker, un enemigo de Batman que está encarcelado en el Asilo Arkham. También se espera que aparezca el personaje Robin.

## Producción

### Desarrollo

#### Interés y trabajo temprano
Warner Bros. tenía previsto que la película independiente basada en DC Comics The Batman (2022) comenzara una nueva trilogía de películas de Batman para mayo de 2019, con algunos miembros del reparto contratados para futuras entregas para noviembre. Para septiembre de 2021, el director de The Batman Matt Reeves y el productor Dylan Clark planearon que esa película estableciera un universo compartido centrado en el personaje Batman, al que se refirieron como la "Saga del Crimen Épico de Batman", que sería independiente de la franquicia del Universo Extendido de DC (DCEU). Clark dijo que The Batman sentaría las bases para futuras películas sobre las que construir, mientras que el actor de Batman Robert Pattinson tenía ideas para desarrollar aún más su personaje. Reeves había sugerido a los ejecutivos del estudio durante la producción que una secuela podría explorar más a fondo al personaje el Pingüino, pero en su lugar quisieron usar esa idea para una serie derivada, El Pingüino (2024), que se esperaba que estableciera una secuela de esa película. Pattinson y Reeves expresaron interés en presentar al personaje Robin, así como en presentar al grupo Corte de los Búhos o los personajes Hombre Calendario, Sr. Frío y Hush como villanos en una secuela.
En abril de 2022, Discovery, Inc. se fusionó con WarnerMedia, propietaria de DC y Warner Bros., para formar Warner Bros. Discovery (WBD), dirigida por el presidente y director ejecutivo David Zaslav. Se esperaba que la nueva compañía reestructurara DC Entertainment, y Zaslav comenzó a buscar un equivalente al presidente de Marvel Studios Kevin Feige para liderar la nueva subsidiaria. Se anunció que una secuela de The Batman estaba en desarrollo más tarde ese mes, cuando el presidente de Warner Bros. Pictures Group Toby Emmerich dijo que "todo el equipo" regresaría de la primera película, con Pattinson confirmado para protagonizar junto con Reeves regresando como escritor y director. Las negociaciones para el regreso de Reeves habían durado más de lo esperado porque no se garantizaba un acuerdo bajo el nuevo liderazgo de WBD, pero posteriormente firmó un acuerdo general de producción cinematográfica con Warner Bros. Pictures en agosto que incluía su trabajo en la secuela de The Batman. Este acuerdo se consideró una garantía de que el estudio estaba comprometido con el regreso de los cineastas después de que la película casi terminada del DCEU Batgirl fuera archivada. Clark y Mattson Tomlin, un escritor no acreditado de The Batman, regresaron para trabajar con Reeves en la secuela como productor y coguionista, respectivamente. Reeves y Tomlin querían elevar la secuela de la primera película, y se esperaba que comenzaran a escribir en las siguientes semanas.
El guionista/director James Gunn y el productor Peter Safran fueron contratados como copresidentes y codirectores ejecutivos de la nueva subsidiaria DC Studios en octubre de 2022, después de haber trabajado previamente en múltiples proyectos del DCEU. La pareja estaba lista para supervisar futuras adaptaciones de DC Comics, incluyendo la secuela de The Batman de Reeves, cuyo estreno no se esperaba hasta 2025 como muy pronto, ya que Reeves seguía trabajando en el guion. Después de que Gunn y Safran asumieran sus nuevos roles el mes siguiente, el dúo comenzó a desarrollar una nueva franquicia de universo compartido, el Universo DC (DCU), que serviría como un reinicio parcial del DCEU. Zaslav dijo que no habría múltiples versiones de Batman en el futuro. En los meses siguientes, Reeves, Gunn y Safran discutieron cómo evitar que sus planes chocaran. Los dos últimos consideraron brevemente integrar al Batman de Pattinson en sus planes para el DCU, algo que Gunn inicialmente denegó, pero respetaron la decisión de Reeves de mantener sus planes separados del DCU. Gunn prefirió la oportunidad de contar historias independientes a través de la etiqueta "DC Elseworlds", que es para proyectos que no encajan en el DCU principal. continuidad. Reeves y Tomlin estaban escribiendo el guion para enero de 2023. A finales de ese mes, DC Studios anunció que la secuela se titularía The Batman - Parte II y le dio una fecha de estreno para el 3 de octubre de 2025, bajo el sello DC Elseworlds, mientras que una película separada de Batman del DCU se anunció como The Brave and the Bold. En febrero de 2023, el rodaje estaba programado para comenzar ese noviembre en el centro de producción de DC Studios en Warner Bros. Studios Leavesden en Inglaterra, y se confirmó que Andy Serkis repetiría su papel de Alfred Pennyworth. Para marzo, se esperaba que apareciera el personaje Clayface, pero Gunn lo negó más tarde.

#### Retrasos en el guion y producción

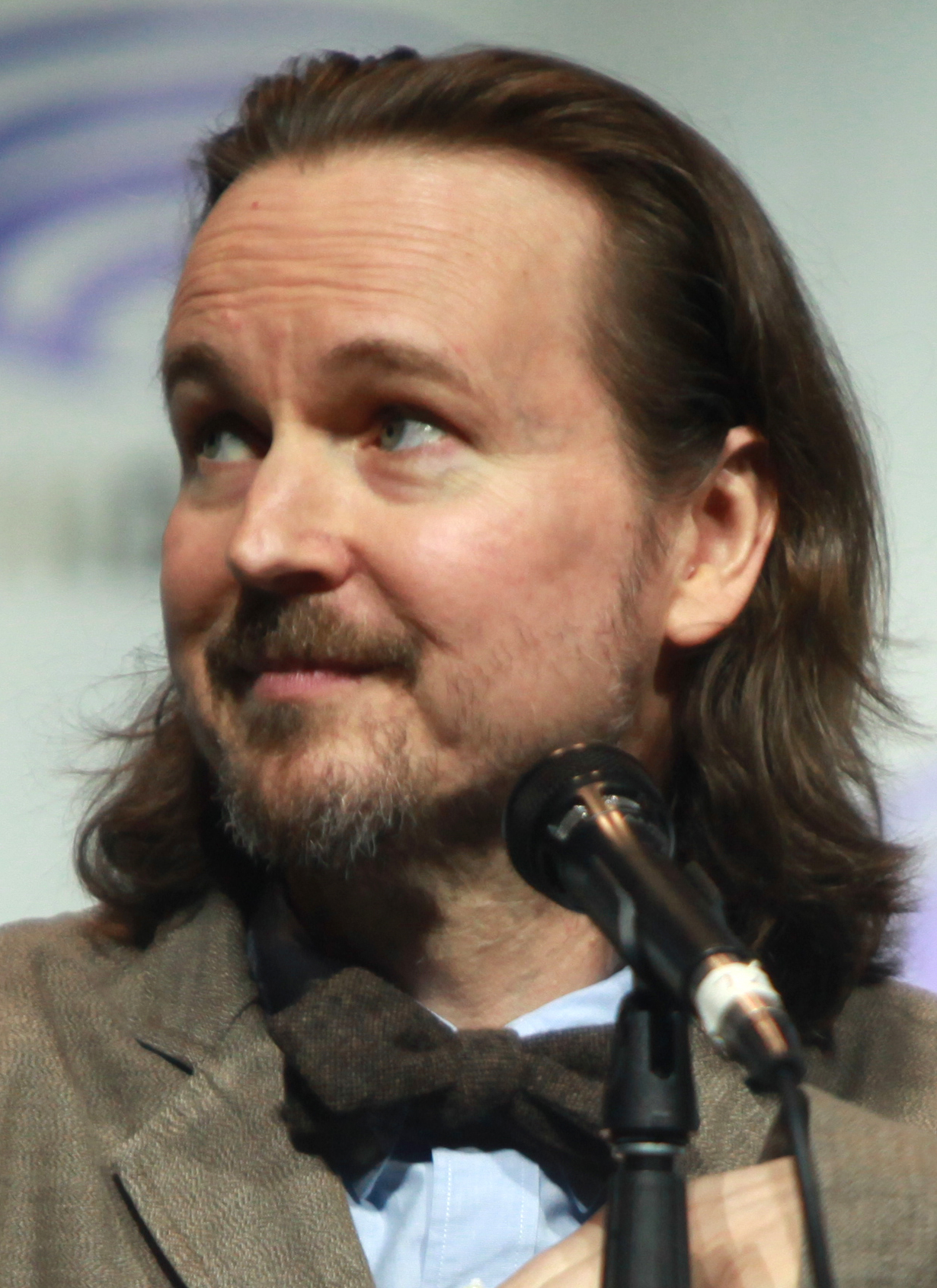
El meticuloso proceso de escritura del guionista y director Matt Reeves contribuyó a los retrasos en la producción de la película.

Para junio de 2023, el inicio del rodaje se retrasó hasta marzo de 2024 debido a la huelga del Sindicato de Guionistas de Estados Unidos de 2023, pero no se esperaba que la fecha de estreno se viera afectada. Reeves y el director de fotografía de The Batman Greig Fraser habían hablado de trabajar en la secuela, pero la preproducción se suspendió hasta que la huelga de guionistas terminara a finales de septiembre, cuando se esperaba que el trabajo se reanudara de forma inminente. Gunn escuchó una propuesta para la película en diciembre, y se esperaba que Reeves entregara un borrador del guion a principios de febrero de 2024, antes del casting y el inicio previsto del rodaje entre agosto y octubre. 2024. Más tarde en febrero, Jeffrey Wright reveló que repetiría su papel como Jim Gordon, y había expresado interés en que Gordon ascendiera de teniente en las filas del Departamento de Policía de Ciudad Gótica (GCPD). En marzo, la fecha de estreno de la película se retrasó hasta el 2 de octubre de 2026, debido a las conflictos laborales en Hollywood de 2023, lo que provocó que varios platos de sonido importantes destinados a la producción se reservaran hasta finales de 2024. Como resultado, no se esperaba que el rodaje comenzara hasta abril de 2025, pero esto El retraso le dio a Reeves más tiempo para escribir. En julio, Reeves confirmó que Colin Farrell regresaría como el Pingüino, para aparecer en cinco o seis escenas.
Reeves había compartido partes del guion con DC Studios desde mediados hasta finales de 2024, pero no entregaría un primer borrador hasta que creyera que estaba listo. Debido a que Reeves es un cineasta meticuloso, se comprometió a perfeccionar el guion y describió el proceso de escritura como lento como resultado. Reeves dijo que la secuela seguiría a Batman investigando otro caso que explora más a fondo la corrupción y la división dentro de Ghotam City después de los eventos de The Batman y El Pingüino. Reeves estaba terminando el guion para septiembre, cuando no estaba seguro de si Fraser regresaría debido a su apretada agenda. Todavía se esperaba que la producción comenzara en 2025 y que no se viera afectada por los compromisos de Pattinson con la película La Odisea (2026) a principios de ese año. Para diciembre, Zoë Kravitz estaba programada para repetir su papel de Catwoman, mientras que, según se informa, a un actor no revelado se le ofreció el papel de villano. Según se informa, Fraser había elegido regresar como director de fotografía para The Batman – Part II en lugar de Dune: Part Three (2026), debido a que sus cronogramas de producción se superponían. Se esperaba que la filmación comenzara en mayo de 2025 a tiempo para cumplir con la fecha de estreno de la película en octubre de 2026, pero se esperaba un retraso en el lanzamiento después de que la película de DCU Clayface se programara para estrenarse en septiembre de 2026. A finales de mes, la fecha de estreno de la película se retrasó aún más hasta el 1 de octubre de 2027, porque el guion completo aún no se había completado. Esa fecha estaba reservada previamente para una película de DC no especificada. Se esperaba que la película tuviera muchos efectos visuales, y el rodaje no comenzaría hasta el tercer trimestre de 2025. Según informes, la película quedó sin título, pero Reeves y DC Studios seguían llamándola The Batman - Parte II.
A principios de 2025, circularon rumores en línea de que la interpretación de Pattinson de Batman podría integrarse en el Universo DC. Reeves se mostró receptivo a esta idea si tenía sentido hacerlo, pero se mantuvo centrado en la "Saga del Crimen Épico de Batman" y la secuela de The Batman, cuyo rodaje se esperaba que comenzara a finales de ese año. Gunn posteriormente desmintió dicha integración, que no se discutió seriamente y era poco probable que sucediera. El director de The Brave and the Bold, Andy Muschietti explicó que, si bien el desarrollo de esa película se había pospuesto debido a sus otros compromisos, DC Studios tenía una estrategia para garantizar que las dos películas no entraran en conflicto. No se esperaba que la agenda anterior de Pattinson para el rodaje de La Odisea y Dune: Parte Tres afectara el rodaje de la secuela de Reeves, pero a principios de mayo, se informó que el inicio del rodaje se retrasó hasta marzo de 2026.
Reeves había enviado varias páginas del guion durante más de medio año a mediados de mayo, cuando, según se informó, se esperaba que el primer borrador completo se entregara a finales de ese mes. El guion se esperaba pronto para finales de junio, más de un año después de la expectativa original de Gunn y Safran. Gunn defendió los retrasos, citando el meticuloso proceso de escritura de Reeves y el tiempo suficiente proporcionado, similar a The Batman. Matthew Belloni de Puck informó que los retrasos habían frustrado a algunos ejecutivos, incluido Zaslav, pero desmintió los rumores de que el estudio estaba dispuesto a prescindir de Reeves si no terminaba pronto el guion. Señaló que Reeves había estado lidiando con algunos problemas personales durante el desarrollo de la secuela. Gunn desmintió otros rumores sobre la cancelación de la secuela y reafirmó la importancia de la "Saga Crítica Épica de Batman" de Reeves para DC Studios. En aquel momento, se planeaba que el rodaje comenzara en enero de 2026, después de que Pattinson terminara de grabar sus escenas para Dune: Part Tres. La película aún tenía previsto su estreno, pero Belloni dijo que existían preocupaciones sobre mantener esa fecha si la producción no avanzaba sin problemas. Reeves y Tomlin anunciaron que el guion se completó a finales de junio, cuando la película se tituló The Batman: Part II.

### Preproducción
En agosto de 2025, WBD anunció que la producción de la película se estaba preparando para comenzar el rodaje, lo cual se confirmó para principios de enero de 2026. El diseño de producción, el diseño de vestuario y el trabajo de efectos visuales habían comenzado en ese momento, mientras que el casting estaba programado para comenzar a fines de 2025. Sneider informó que el personaje Robin apareció en el guion.

### Rodaje
La fotografía principal está programada para comenzar el 1 de enero de 2026 en Warner Bros. Studios Leavesden, Inglaterra, con Greig Fraser regresando como director de fotografía de la primera película. El rodaje se retrasó varias veces desde su fecha de inicio inicial de noviembre de 2023 debido a las huelgas de Hollywood y al compromiso de Reeves de perfeccionar el guion.

### Posproducción
La planificación de la posproducción con los efectos visuales había comenzado al inicio de la preproducción en agosto de 2025.

## Estreno
The Batman: Part II está programado para estrenarse en cines por Warner Bros. Pictures en Estados Unidos el 1 de octubre de 2027 en IMAX, como parte del sello "DC Elseworlds". La película estaba originalmente programada para estrenarse el 3 de octubre de 2025, antes de que se retrasara al 2 de octubre de 2026 por las conflictos laborales en Hollywood de 2023, y se retrasó aún más hasta 2027 para permitir más trabajo en el guion.